# 甲信ダービー
甲信ダービー（こうしんダービー）とは、山梨県をホームタウンに持つヴァンフォーレ甲府と長野県松本市をホームタウンに持つ松本山雅FCが対戦する試合の呼称である。

## 概要
山梨県（甲斐国）と長野県（信濃国）は隣接しており、甲信地方と呼ばれるなど古くからの繋がりがある。
ヴァンフォーレ甲府（以下「甲府」と記載）は1999年に日本プロサッカーリーグ（Jリーグ）に加盟して以降、ホームゲームは一貫して山梨県内で行っていたが、2003年に初めての県外開催として松本市にある長野県松本平広域公園総合球技場（アルウィン）にて
アルビレックス新潟戦（川中島ダービー）を開催する。これ機に松本側でもJリーグを目指す機運が高まり、2005年に北信越2部リーグに所属していた山雅フットボールクラブを松本山雅フットボールクラブ（松本山雅FC、以下「松本山雅」と記載）に改称し、Jリーグを目指すことになった。
その後2006年に北信越1部リーグ、2010年にはJFLと順調にステップアップし、同年Jリーグ準加盟に承認される。
なお、この年の天皇杯で甲府と松本山雅は公式戦で初めて対戦し、甲府が1-0で勝利している。
そして2012年に松本山雅はJリーグに加盟。同一リーグで対戦することになった双方のクラブは互いのスポンサードをしているセブン-イレブンを冠スポンサーに「甲信ダービー」が行われることが発表され、7月4日には記者会見も行われている
2015年には両クラブがJ1リーグで対戦することとなったが、対戦企画としては新潟・松本・甲府・清水の4クラブによる中部日本横断シリーズが行われることとなった。松本と甲府の直接対決については、両クラブの共通スポンサーであるホンダ四輪販売甲信の提供によりHonda Cars Dayとして開催された。

## ホームスタジアム
| チーム名           | スタジアム名                                                         | 収容人員 | 画像     |
| ------------------ | -------------------------------------------------------------------- | -------- | -------- |
| ヴァンフォーレ甲府 | 山梨県小瀬スポーツ公園陸上競技場 （JIT リサイクルインク スタジアム） | 17,000人 | 中銀スタ |
| 松本山雅FC         | 長野県松本平広域公園総合球技場 （サンプロ アルウィン）               | 20,000人 | 松本     |

## 対戦成績
- 甲府:3勝（3分け）松本:6勝

### リーグ戦
- 甲府:2勝（3分け）松本:5勝

| 年                                                        | 開催日   | 試合概要 | 試合概要  | 会場     | ホーム | 得点  | アウェー | 観客数 | 出典   |
| --------------------------------------------------------- | -------- | -------- | --------- | -------- | ------ | ----- | -------- | ------ | ------ |
| 2012年                                                    | 6月2日   | J2       | 第17節    | 松本球   | 松本   | 1 - 1 | 甲府     | 12,341 | [ 4 ]  |
| 2012年                                                    | 7月15日  | J2       | 第24節    | 中銀スタ | 甲府   | 2 - 1 | 松本     | 14,150 | [ 5 ]  |
| 2013年 - 2014年は、甲府がJ1、松本がJ2所属のため対戦なし。 |          |          |           |          |        |       |          |        |        |
| 2015年                                                    | 5月6日   | J1       | 1st第10節 | 松本球   | 松本   | 2 - 0 | 甲府     | 16,916 | [ 6 ]  |
| 2015年                                                    | 7月25日  | J1       | 2nd第4節  | 中銀スタ | 甲府   | 0 - 1 | 松本     | 14,176 | [ 7 ]  |
| 2016年 - 2017年は、甲府がJ1、松本がJ2所属のため対戦なし。 |          |          |           |          |        |       |          |        |        |
| 2018年                                                    | 4月14日  | J2       | 第9節     | 中銀スタ | 甲府   | 0 - 1 | 松本     | 9,659  | [ 8 ]  |
| 2018年                                                    | 7月29日  | J2       | 第26節    | 松本球   | 松本   | 1 - 0 | 甲府     | 14,197 | [ 9 ]  |
| 2019年は、松本がJ1、甲府がJ2所属のため対戦なし。          |          |          |           |          |        |       |          |        |        |
| 2020年                                                    | 7月4日   | J2       | 第3節     | サンアル | 松本   | 1 - 1 | 甲府     | 0      | [ 10 ] |
| 2020年                                                    | 12月13日 | J2       | 第40節    | 中銀スタ | 甲府   | 0 - 1 | 松本     | 4,682  | [ 11 ] |
| 2021年                                                    | 4月17日  | J2       | 第8節     | サンアル | 松本   | 3 - 3 | 甲府     | 4,822  | [ 12 ] |
| 2021年                                                    | 11月14日 | J2       | 第39節    | JITス    | 甲府   | 3 - 2 | 松本     | 6,072  | [ 13 ] |
| 2022年 - は、甲府がJ2、松本がJ3所属のため対戦なし。       |          |          |           |          |        |       |          |        |        |

- 2018年10月1日より松本平広域公園総合球技場はサンプロとの施設命名権契約締結に伴い、「サンプロ アルウィン」に名称が変更されている。それにより略称も松本球からサンアルとなっている[14]。
- 一方、甲府の本拠地である山梨県小瀬スポーツ公園陸上競技場も、2021シーズンよりパソコンサプライ製品メーカーのジットが新たに命名権を取得し、「JIT リサイクルインク スタジアム」に名称が変更された。略称は「JITス」となっている[15][16]。

### カップ戦（天皇杯・ナビスコ杯）
- 甲府:1勝 松本:1勝

| 年     | 開催日 | 試合概要   | 試合概要       | 会場     | ホーム | 得点  | アウェー | 観客数 | 出典   |
| ------ | ------ | ---------- | -------------- | -------- | ------ | ----- | -------- | ------ | ------ |
| 2010年 | 9月5日 | 天皇杯     | 2回戦          | 小瀬     | 甲府   | 1 - 0 | 松本     | 4,562  | (PDF)  |
| 2015年 | 4月8日 | ナビスコ杯 | Aグループ第3節 | 中銀スタ | 甲府   | 1 - 3 | 松本     | 5,125  | [ 17 ] |